# 小倉満
小倉 満（おぐら みつる、1932年（昭和7年）5月5日 - 2001年（平成13年）3月3日）は、昭和から平成前期の実業家、政治家。大垣市長（4期）。大垣市名誉市民。

## 略歴
- 岐阜県大垣市出身。岐阜県立大垣北高等学校卒業。中央大学中退。
- 1955年（昭和30年）、岐阜県緑肥社長に就任。
- 1958年（昭和33年）、濃尾食料施設取締役に就任。濃尾食料施設は1969年（昭和44年）に自ら社長に就任した際に岐阜倉庫運輸に社名を変更している。
- 1985年（昭和60年）4月、大垣市長選挙に立候補し当選。
- 2000年（平成12年）12月、健康上の理由で次の市長選の不出馬を表明。
- 2001年（平成13年）2月21日、風邪のため大垣市民病院に入院。3月3日、肝不全により在任中に死去。

## 主な業績
- 生涯学習システムの確立、高度情報社会の先端都市への推進を行い、市民生活、市民サービスの向上を行なっていたという。全国に先駆けて、24時間ホームヘルプサービスのシステムを推進した。
- スイトピアセンター、大垣市情報工房の建設の他、ソフトピアジャパンや岐阜県立国際情報科学芸術アカデミーを誘致した。